# Internationaal Verdrag ter voorkoming van verontreiniging van de zee door olie
Het Internationaal Verdrag ter voorkoming van verontreiniging van de zee door olie, 1954 (International Convention for the Prevention of Pollution of the Sea by Oil, 1954 of Oil Pollution Convention of 1954, OILPOL 54) was een van de eerste stappen om de regelgeving rond tankers te verbeteren en zo de vervuiling veroorzaakt door het vervoer van schadelijke stoffen via de zee tegen te gaan. Het verdrag verbood het dumpen van scheepsvracht in kuststreken en gebieden die van bijzondere betekenis waren voor de natuur, zoals koraalriffen.
Het verdrag kwam tot stand op een conferentie georganiseerd door het Verenigd Koninkrijk in 1954 en kwam 4 jaar later van kracht, enkele maanden voor de oprichting van de Internationale Maritieme Organisatie (IMO). Zo heeft de IMO de conventie vanaf de start nauwgezet kunnen volgen en aangepast waar nodig. Het verdrag lag aan de basis van de latere MARPOL 73/78-conventie.

## Aanleiding
Met de groei van de scheepvaart kwam er een zekere nood aan aanpassing van de regelgeving omtrent veiligheid en zeker ter bescherming van het milieu. De focus lag hierbij op vervuiling door routine-operaties aan boord van de schepen, vooral het wassen van tanks na het lossen van de lading. Dit wassen gebeurde met zeewater, waarna het resulterende olie-watermengsel (slop) overboord werd gepompt.

## Torrey Canyon-ramp
Zelfs na de OILPOL 54-conventie was de wetgeving tegen vervuiling geen prioriteit voor de Internationale Maritieme Organisatie. Die was in die tijd nog volop bezig was met de veiligheid van de bemanningsleden van schepen, wat onder het SOLAS-verdrag viel.
Na de ramp met de Torrey Canyon in 1967 zou dit veranderen. Het schip, geladen met 120.000 ton ruwe olie, liep aan de grond en verloor de volledige lading olie. Door het incident werden er vragen gesteld bij de stevigheid van tankers en of er geen veranderingen qua structuur moesten gebeuren. De Torrey Canyon lag aan de basis van wat later zou leiden tot de adoptie van de MARPOL-wetgeving alsook de conventies die de aansprakelijkheid en compensaties in geval van rampen vastlegde, zoals de Civil Liability Convention.

## Invoeren van 'sloptanks'
In 1969 werd de OILPOL 54 na beraad opnieuw aangepast. Het nieuwe principe van load on top werd ingevoerd in de nieuwe regelgeving. Dit was een systeem dat uitgevonden was door de olie-industrie zelf. Het principe bestond er uit om het vuile waswater niet meer in zee te pompen maar in aparte tanks, genaamd 'sloptanks'. Het voordeel was dat de vervuiling bijna geheel werd teruggedreven en tijdens de terugreis naar de laadhaven zou de olie en het waswater zich scheiden door het natuurlijke separatieproces. De olie kon dan gerecupereerd worden en het waswater kon overboord, wat al een enorme stap vooruit was in de strijd tegen vervuiling op zee.